# Anne Crawford Flexner
Anne Crawford Flexner, nata Anne Laziere Crawford (Georgetown, 27 giugno 1874 – Providence, 11 gennaio 1955), è stata una commediografa statunitense. Era figlia di Thomas Crawford, noto scultore statunitense
Autrice di pièce teatrali di successo, scrisse anche opere per l'infanzia. Organizzò l'associazione dei drammaturghi professionisti che in seguito sarebbe diventata la "Dramatists Guild of the Author's League of America".

## Famiglia
Il marito, Abraham Flexner (1866-1959), fu un noto educatore che contribuì attivamente a riformare l'educazione medica e fu uno dei fondatori dell'Institute for Advanced Study di Princeton. Dal loro matrimonio nacque una figlia, Eleanor (1908-1995), illustre studiosa e pioniera degli studi sulle donne. Suo cognato, Simon Flexner, il fratello maggiore di Abraham (1863-1946), fu un noto medico, scienziato e amministratore, professore di patologia, primo direttore dell'Istituto Rockefeller per la ricerca medica, organismo che, in seguito, avrebbe preso il nome di Università Rockefeller.

## Opere
- Miranda of the Balcony (1901)
- Mrs. Wiggs of the Cabbage Patch (1904)
- A Lucky Star (1910)
- The Marriage Game (1913)
- The Blue Pearl (1918)
- All Soul's Eve (1920)
- Aged 26 (1936)

## Filmografia
- Mrs. Wiggs of the Cabbage Patch, regia di Harold Entwistle (1914)
- Mrs. Wiggs of the Cabbage Patch, regia di Hugh Ford (1919)
- The Blue Pearl, regia di George Irving  (1920)
- All Souls' Eve, regia di Chester M. Franklin (1921)
- Mrs. Wiggs of the Cabbage Patch, regia di Norman Taurog (1934)
- Mrs. Wiggs of the Cabbage Patch, regia di Ralph Murphy (1942)